# William Bromley
Pour les articles homonymes, voir Bromley (homonymie).
Sir William Bromley, né vers août 1663 et mort à Londres le 13 février 1732, est un homme politique britannique. Figure dominante du party tory (conservateur) à la fin du règne de la reine Anne, il est remarqué pour son intégrité, son sens civique et l'inflexibilité de son dévouement au principe tory de « Haute Église ».

## Biographie
William Bromley est issu d'une famille de propriétaires terriens « dont l'ascendance est retracée jusqu'à l'époque du roi Jean » au XIIIe siècle. Son père William est un commandant des forces royalistes durant la Guerre civile anglaise. William héritera de lui un « torysme ardent ». Il obtient du collège Christ Church de l'université d'Oxford un baccalauréat universitaire ès lettres en 1681, et hérite des terres de son père dans le Staffordshire l'année suivante. Il étudie ensuite le droit au Middle Temple et, s'il ne deviendra jamais avocat, il est juge de paix à partir de 1685. À la mort de son épouse en 1688 il entreprend un « Grand Tour » de plusieurs mois en France et en Italie. Il est donc absent d'Angleterre au moment de la « Glorieuse Révolution ».
De retour au pays il se présente avec succès comme candidat tory dans la circonscription de Warwickshire aux élections législatives de 1690. En 1692 il publie le récit de ses voyages sur le continent, ouvrage qui fait rapidement polémique. Ses détracteurs y notent sa sympathie apparente pour la foi catholique, ainsi que son choix de désigner Marie II et Guillaume III par les titres de « prince et princesse d'Orange », ce qui laisse supposer qu'il ne les reconnaît pas comme monarques légitimes d'Angleterre ; par prudence, il retire ce récit de la vente. À la Chambre des communes, il siège clairement parmi les opposants au gouvernement.
Réélu député du Warwickshire « sans grande difficulté » en 1695, il se montre réticent à prêter un serment de loyauté à Guillaume III, requis par la majorité whig du Parlement. S'il se plie finalement à cette obligation, il lui est difficile de poursuivre sa carrière parlementaire dans ces conditions, et il ne se représente pas aux élections de 1698. Cette même année, il publie une version anglaise des Annales de Tacite à laquelle il travaille depuis cinq ans, dénonçant la malhonnêteté en politique et le pouvoir arbitraire. Il ne se représente pas non plus aux élections législatives de janvier 1701, mais celles-ci sont reportées par les torys, qui le persuadent de se présenter à l'élection partielle du mois de mars pour le siège représentant les diplômés de l'université d'Oxford à la Chambre des communes. William Bromley y est élu face à un autre candidat tory, Sir George Beaumont. Il sera continuellement réélu député de l'université au Parlement jusqu'à sa mort trente-et-un ans plus tard.
La mort de Guillaume III et l'arrivée sur le trône de la reine Anne en 1702 marque le début d'une période de dominance tory au gouvernement. William Bromley devient une figure plus importante au Parlement. Dès le mois d'août il prend part à l'accueil de la reine lorsque celle-ci visite l'université d'Oxford. Certains torys souhaitent le voir obtenir la présidence de la Chambre des communes en 1705, contre le candidat officiellement soutenu par la Cour, John Smith. Les adversaires de William Bromley font distribuer aux députés son récit de voyage en France et en Italie d'une douzaine d'années plus tôt, soulignant les passages qui semblent indiquer sa sympathie pour l'Église catholique et pour le jacobitisme. L'intéressé, désormais partisan fervent de l'Église anglicane, se défend en évoquant des erreurs de jeunesse. Smith, bien que whig, est élu président de la Chambre par les voix de 248 députés contre 205 pour Bromley, qui a lui-même « poliment » voté pour le candidat de la Cour.
Au cours des années qui suivent il est perçu, conjointement avec Thomas Hanmer, comme le chef de facto des députés torys d'arrière-ban. En décembre 1707 et janvier 1708 il mène les attaques de ces députés d'arrière-ban contre ce qu'ils considèrent comme la mauvaise gestion par le gouvernement de la participation de la Grande-Bretagne à la guerre de Succession d'Espagne. Les torys remportent largement les élections de 1710, et les députés choisissent William Bromley pour président de la Chambre ; il est élu à ce poste sans opposition. Fin mars 1711, sa douleur à la mort de son fils Clobery l'amène à demander et obtenir quelques jours de suspension de la Chambre, car il n'est pas en état d'assumer ses fonctions. Lorsqu'il les reprend, il s'assure que les intérêts et les priorités des députés d'arrière-ban de la majorité soient entendus lorsque ces députés sont en désaccord avec le gouvernement. Au cours des mois qui suivent, toutefois, il s'emploie à unifier à la Chambre un parti tory divisé, et à amener les députés d'arrière-ban à soutenir le gouvernement. La dualité de ce rôle, de président de la Chambre et de meneur des députés d'arrière-ban torys, irrite parfois les députés whigs, qui l'accusent de comportement partisan. En juin, il est fait membre du Conseil privé.
En août 1713 il est fait secrétaire d'État pour le département du Nord, poste relatif aux relations du royaume avec l'Europe du Nord, et quitte donc la présidence de la Chambre des communes pour entrer au gouvernement. Il continue de se préoccuper activement de maintenir l'unité du Parti tory, c'est-à-dire concilier les simples députés avec le gouvernement, mais ne rencontre qu'un succès limité. L'année suivante, le nouveau roi George Ier nomme un gouvernement whig, et William Bromley est poliment remercié de son poste en septembre. Bien que les torys ne soient pas favorables au nouveau roi, dont l'accession au trône repose sur l'Acte d'établissement de 1701, Bromley semble s'être activé à persuader « de nombreux députés torys » de renoncer au jacobitisme. Il demeure un député relativement actif, et en 1722 il s'oppose notamment à la volonté du gouvernement de suspendre la loi d'Habeas Corpus à la découverte d'un complot jacobite mené par Francis Atterbury. En février 1732 il est pris d'un malaise dans l'enceinte de la Chambre des communes, et meurt à son domicile à Bond Street quelques jours plus tard. Il est inhumé à Baginton, dans le Warwickshire, dans ses robes de président de la Chambre,.